# Jarosław Marek Sobański
Jarosław Marek Sobański (ur. 17 lipca 1980 w Chojnowie) – polski artysta kabaretowy i konferansjer.

## Życiorys
W latach 1999–2014 występował w Kabarecie Słuchajcie. Występował także w Kabarecie Ciach. Prowadził program kulturalny "3 po godzinach" w TVP3 Wrocław oraz program kabaretowy "Bombonierka" w TVN7.
Autor i współautor skeczy i piosenek kabaretowych.
Tworzy wraz z kolegami i koleżanką Kabaret Zachodni.

## Filmografia
- 2003: Baśń o ludziach stąd jako Narzeczony
- 2007: Ryś jako Sakroboss
- 2007: Zamknięci w celuloidzie jako Biały